# Сулеймания
Сулеймания (на кюрдски: Silêmanî; на арабски: السليمانية) е град, административен център на област Сулеймания, Ирак. Населението на града през 2012 година е 901 028 души. Той е един от най-големите градове в Иракски Кюрдистан.
През 2008 година е отворено новото международно летище, а в близост до него функционира и американски университет. Сулеймания поддържа добри бизнес отношения с Иран поради близостта си до границата.

## История
Селището е основано през 1784 година от кюрдския принц Ибрахим Паша Бабан.
Регионът успява да избегне голяма част от насилието, заляло Ирак след американската инвазия през 2003 година и е в по-добро икономическо състояние от повечето градове в страната.

## Население
| Година | Население |
| ------ | --------- |
| 1965   | 83 612    |
| 1987   | 364 096   |
| 2012   | 901 028   |

## Побратимени градове
- Арбил, Иракски Кюрдистан
- Сенендедж, Иран
- Ван, Турция
- Камишли, Сирия
- Тусон, САЩ
- Харков, Украйна